# UAZ-469
UAZ-469 este un vehicul off-road produs de UAZ din 1972 până în prezent (2021). În prezent au fost produse aproximativ 2 milioane de unități ale vehiculului. Vehiculul a înlocuit vechiul GAZ-69, care a început să devină prea vechi pentru uz militar, vehiculul fiind exportat în prezent în Italia, România, Bulgaria, Grecia, Ucraina și în Cipru. Din 1982 până în 1993, vehiculul a fost exportat și în Cuba. Din 1992 până în 2003, multe vehicule UAZ-469 au fost exportate ilegal în Coreea de Nord pentru uz militar. Vehiculul a fost succedat de SUV-urile UAZ Patriot și UAZ Simbir, dar nu a fost întrerupt. O versiune mai modernizată numită UAZ Hunter a fost lansată și în 2003.

## Istoric
În 1968, UAZ a început să planifice un înlocuitor pentru GAZ-69. Primele prototipuri au fost realizate în 1970. Vehiculul a fost numit UAZ-469 și a fost lansat în 1972. În 1975 au fost produse și vândute aproximativ 10.000 de unități ale vehiculului. Inițial vehiculul era disponibil numai pentru uz militar, dar multe au fost vândute pentru a fi excedent militar în anii '90. În 1978, Lada a lansat Lada Niva, un SUV puțin mai fiabil. Militarii au cumpărat câteva vehicule Lada Niva, dar UAZ-469 a continuat să fie folosit de militari.
În 1982, vehiculul a primit motoare modernizate și a primit centuri de siguranță. În acel moment, vehiculul avea destul succes în Uniunea Sovietică, deoarece automobilele erau acum accesibile publicului. În 1991, când Uniunea Sovietică a fost demontată, vehiculul a continuat să fie produs, iar vânzările au rămas bune. În 2003, vehiculul a primit airbaguri și frâne mai sigure. În acești ani, UAZ a lansat UAZ Simbir și mai târziu SUV-urile UAZ Patriot, care au fost propuse ca înlocuitoare pentru UAZ-469, dar UAZ a decis să continue să producă vehiculul datorită vânzărilor bune. Vehiculul este încă în curs de producție și este încă destul de popular. Motorul său a fost folosit și pentru camionul UAZ-452.